# Maxime Fabert
Robert Émile Jaillon dit Maxime Fabert, né  le 7 novembre 1899 dans le 11e arrondissement de Paris et mort le 1er octobre 1978 dans le 14e arrondissement,  est un acteur français.

## Biographie
Maxime Fabert a dirigé la Comédie Wagram de 1946 à 1962.

## Filmographie
- 1932 : La Femme nue de Jean-Paul Paulin - Tabourot
- 1933 : Une vie perdue de Raymond Rouleau et Alexandre Esway
- 1935 : Les Yeux noirs de Victor Tourjansky - Un convive
- 1937 : La Danseuse rouge de Jean-Paul Paulin
- 1937 : Double crime sur la ligne Maginot de Félix Gandéra - Gunsmith
- 1937 : Police mondaine de Michel Bernheim et Christian Chamborant
- 1937 : Tamara la complaisante de Félix Gandéra et Jean Delannoy - Padiloff
- 1938 : L'Ange que j'ai vendu de Michel Bernheim
- 1938 : Barnabé de Alexandre Esway
- 1938 : Métropolitain de Maurice Cam
- 1938 : Trois Artilleurs à l'opéra d'André Chotin
- 1939 : Moulin rouge de André Hugon - Le commissaire
- 1941 : Ce n'est pas moi de Jacques de Baroncelli
- 1942 : Fièvres de Jean Delannoy - Charles
- 1942 : L'Ange gardien de Jacques de Casembroot - Le jardinier
- 1942 : Coup de feu dans la nuit de Robert Péguy - Un journaliste
- 1942 : Dernier Atout de Jacques Becker - Le bijoutier soupçonneux
- 1942 : La Femme perdue de Jean Choux - Le contrôleur
- 1942 : Forte Tête de Léon Mathot - Le joueur
- 1942 : Haut-le-Vent de Jacques de Baroncelli
- 1942 : L'Honorable Catherine de Marcel L'Herbier - Un invité
- 1942 : Huit hommes dans un château de Richard Pottier - L'ivrogne
- 1943 : Monsieur des Lourdines de Pierre de Hérain  - Saint-Crécy
- 1943 : Coup de tête de René Le Hénaff
- 1944 : Le Merle blanc de Jacques Houssin - M. Pénitent
- 1944 : Le Mystère Saint-Val de René Le Hénaff
- 1947 : Les Aventures des Pieds-Nickelés de Marcel Aboulker - Dubarreau
- 1947 : Une nuit à Tabarin de Karl Lamac - Le notaire
- 1948 : L'assassin est à l'écoute de Raoul André
- 1949 : Amour et Compagnie de Gilles Grangier - Un membre du conseil d'administration
- 1949 : Interdit au public de Alfred Pasquali - Robert
- 1949 : La Voyageuse inattendue de Jean Stelli
- 1950 : Folie douce de Jean-Paul Paulin
- 1950 : Les Mémoires de la vache Yolande de Ernest Neubach - Le commissaire
- 1951 : Avalanche de Raymond Segard - M. Couttet
- 1953 : Ma petite folie de Maurice Labro
- 1955 : Voici le temps des assassins de Julien Duvivier - Le patron de l'hôtel du Charolais
- 1956 : Bonsoir Paris, bonjour l'amour de Ralph Baum et H. Leitner
- 1958 : Les Motards de Jean Laviron - Un haut fonctionnaire
- 1959 : Les Héritiers de Jean Laviron - Roland
- 1967 : Le Mois le plus beau de Guy Blanc - Julien
- 1970 : Raphaël ou le débauché de Michel Deville - Le comte

## Théâtre
- 1923 : Liliom de Ferenc Molnár, mise en scène Georges Pitoëff, Comédie des Champs-Élysées
- 1923 : La Journée des aveux de Georges Duhamel, mise en scène Georges Pitoëff, Théâtre des Champs-Élysées
- 1923 : L'Indigent de Charles Vildrac, mise en scène Georges Pitoëff, Comédie des Champs-Élysées
- 1923 : La Petite Baraque d'Alexandre Blok, mise en scène Georges Pitoëff, Comédie des Champs-Élysées
- 1923 : Amédée et les messieurs en rang de Jules Romains, mise en scène Louis Jouvet, Comédie des Champs-Élysées
- 1924 : Celui qui reçoit les gifles de Leonide Andreiev, mise en scène Georges Pitoëff, Comédie des Champs-Élysées
- 1933 : Le Locataire du troisième sur la cour de Jerome K. Jerome, mise en scène Charles Edmond, Théâtre des Arts
- 1936 : Lady Warner a disparu de Paul Chambard, Théâtre des Deux Masques
- 1936 : Que personne ne sorte de Fenn Sherie et Ingram D'Abbes, adaptation Paul Chambard, Théâtre des Deux Masques
- 1937 : Deux de la police (Trois de la police) de Pierre Chambard et Marcel Dubois, metteur en scène Max de Rieux, Théâtre des Deux Masques
- 1937 : La Nuit du 7 de Michel Dulud, mise en scène Philippe Hersent, Théâtre des Capucines
- 1938 : Les Deux Madame Carroll de Marguerite Veiller, Théâtre des Capucines
- 1939 : C'est moi qui ai tué le Comte de Max Vierbo et Marcel Dubois d'après Alec Coppel, mise en scène Maurice Lagrenée, Théâtre de la Potinière
- 1943 : Rêves à forfait de Marc-Gilbert Sauvajon, Théâtre Daunou
- 1944 : Monseigneur de Michel Dulud, Théâtre Daunou
- 1945 : Un ami viendra ce soir d'Yvan Noé et Jacques Companeez, mise en scène Jean Wall, Théâtre de Paris
- 1947 : Une mort sans importance d'Yvan Noé et A. Linou, mise en scène Yvan Noé, Théâtre de la Potinière
- 1948 : Interdit au public de Roger Dornès et Jean Marsan, mise en scène Alfred Pasquali, Comédie Wagram
- 1955 : Ce diable d'ange de Pierre Destailles et Charles Michel, mise en scène Georges Vitaly, Comédie-Wagram
- 1956 : Ce soir je dîne chez moi de Clare Kummer, mise en scène Christian-Gérard, Comédie Wagram
- 1959 : Mon ange de Solange Térac, mise en scène René Clermont, Comédie Wagram
- 1961 : Remue-ménage de Pierre Leloir, mise en scène Jean Marchat, Comédie-Wagram
- 1962 : La Venus de Milo, pièce en six tableaux de Jacques Deval, mise en scène Pierre Mondy, Théâtre du Gymnase
- 1963 : La Venus de Milo, pièce en six tableaux de Jacques Deval, mise en scène Pierre Mondy, Théâtre des Célestins
- 1967 : L'erreur est juste de Jean Paxet, mise en scène Christian-Gérard, Théâtre des Arts